# Achille Scrépel
Achille Scrépel, né le 22 janvier 1822 à Roubaix (Nord) et mort le 21 mai 1899 dans la même ville, est un industriel et homme politique français.

## Biographie
Industriel et filateur à Roubaix, il est élu, le 16 juillet 1876, député de la 3e circonscription de Lille, en remplacement de Jules Derégnaucourt décédé. Il prend place à la gauche républicaine, est l'un des 363 députés qui, au 16 mai, refusent le vote de confiance au ministère de Broglie, et est réélu, comme tel, le 14 octobre 1877. Son mandat est renouvelé, le 4 septembre 1881. 
Il continue de siéger dans la majorité républicaine, appuie la politique scolaire et coloniale des ministères républicains, et, porté sur la liste républicaine du Nord, le 4 octobre 1885.
Il passe au Sénat en 1888 et y siège jusqu'en 1897, inscrit au groupe de la Gauche républicaine,.

## Sources
- « Achille Scrépel », dans Adolphe Robert et Gaston Cougny, Dictionnaire des parlementaires français, Edgar Bourloton, 1889-1891 [détail de l’édition]
- « Achille Scrépel », dans le Dictionnaire des parlementaires français (1889-1940), sous la direction de Jean Jolly, PUF, 1960 [détail de l’édition]